# Freddy Ruhlmann
Alfred Jean Ruhlmann dit Freddy Ruhlmann est un artiste alsacien né à Strasbourg le 17 mai 1941 et mort, dans la même ville, le 24 mai 2004.

## Biographie
Freddy Ruhlmann est né en 1941 à Strasbourg. Il fait des études de Lettres Modernes et de Philosophie et est sportif. Il intègre avec le RSPM (Racing Pierrots Strasbourg-Meinau), l'équipe de volley-ball de Strasbourg qui joue au haut niveau.
Il devient peintre et sculpteur et aussi selon les occasions, graphiste, designer, producteur de documentaires et de fictions, et journaliste,.
Il est l'auteur de plusieurs sculptures pour des remises de prix au bénéfice d’associations alsaciennes, le trophée de la Fondation Alsace et les Prix de la Tolérance créés pour l’association « Les Amis de Marcel Rudloff », ainsi que des bronzes originaux célébrant les 7 premières années du troisième millénaire. Il réalise également des génériques pour la télévision.
L'artiste vit et a son atelier à Obernai. Il travaille avec des artisans tailleurs de cristal à Saint-Louis-Lès-Biche avec qui il réalise des œuvres en bronze et en cristal.
Son épouse avec qui il partage 33 ans de vie commune est l'auteur d'un livre sur l'artiste.
Il meurt le 24 mai 2004 des suites d'une longue maladie.
En 2012, l'Alsace lui rend hommage avec une exposition au sein de la maison de la région.

## Prix et Récompenses
- Prix d'encouragement de la Fondation Alsace, 1986[10]

### Filmographie
- Vidéo sur Youtube - Freddy Ruhlmann - Prix d'encouragement 1986
- Reportage sur le site de l'INA, Freddy Ruhlmann, prix d'encouragement de la Fondation Alsace
- Exposition à Strasbourg